# Immigration aux États-Unis

L'immigration est un phénomène démographique qui a généré d'importantes augmentations de population et changements culturels au cours de l'histoire des États-Unis. Les immigrants sont arrivés à raison de plus d'un million environ par an durant la première décennie du XXe siècle et d'environ un million par an au cours de la dernière décennie. L'immigration a été considérablement réduite de 1915 à 1965, en partie du fait de la dépression de la fin des années 1920 et 1930 et sous l'effet de diverses mesures restrictives. Les immigrants d'aujourd'hui viennent de pays autres que ceux du début du siècle et arrivent dans un plus grand nombre de centres urbains. Leur arrivée soulève toutefois en ce début de siècle certaines des mêmes questions qu'au début du précédent. 

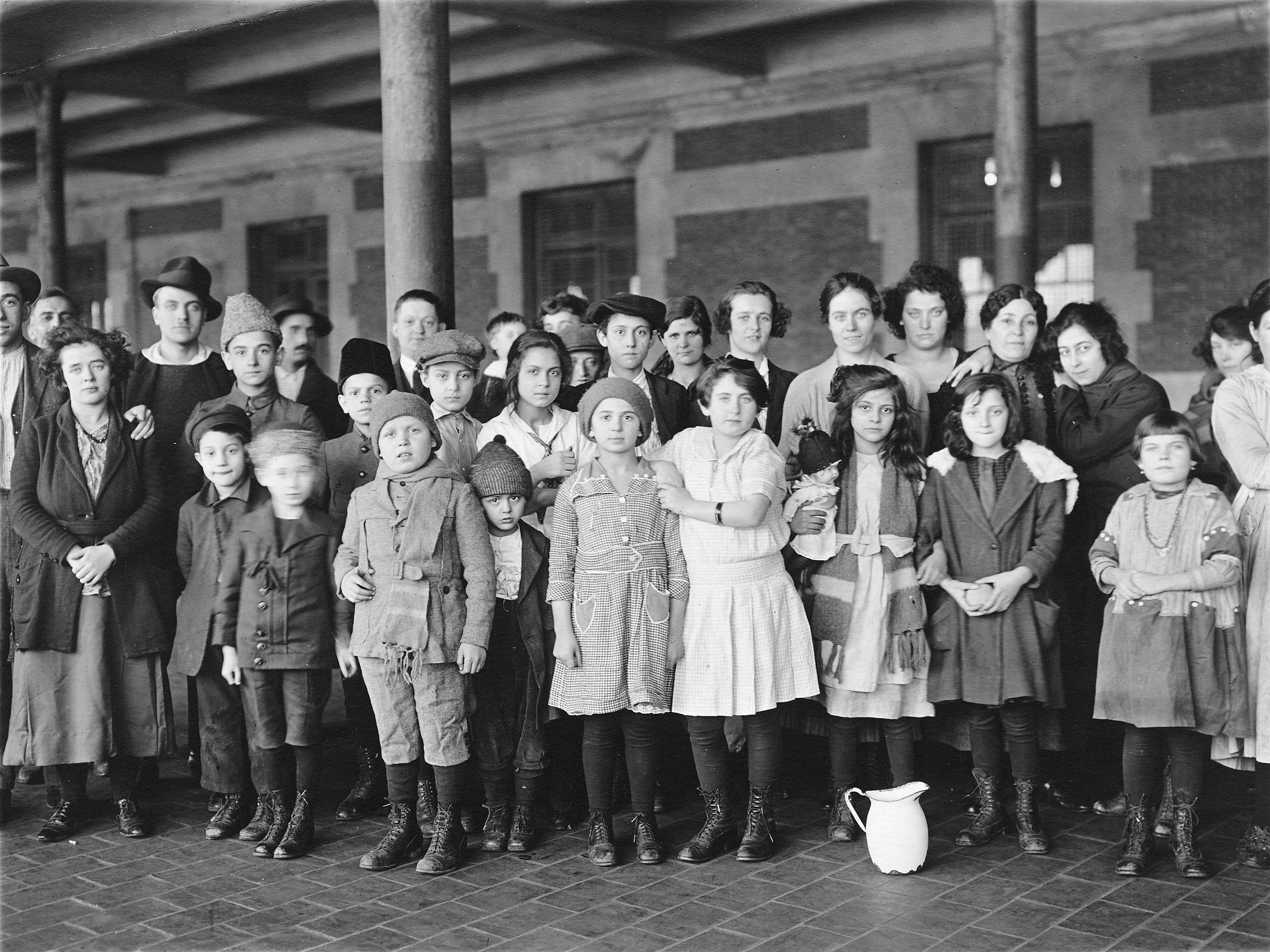
Immigrants à Ellis Island (New York) en 1908

## Histoire

### Temps des colonies

#### Premiers colons jusqu'aux années 1660
Les États-Unis ont cela d'original qu'ils ont été fondés par des immigrants. Les premiers colons furent anglais, espagnols, français et néerlandais. La majorité d'entre eux étaient des Anglais qui arrivèrent à partir du XVIe siècle et qui jusqu'aux années 1660 constituèrent le flux principal de migrants, cela grâce à une politique volontariste de la couronne britannique. Ils submergèrent au fil des siècles les colonisations coexistantes. Après l'établissement d'une première colonie à Jamestown en 1607, la couronne britannique décida en 1622 de reprendre en charge la colonisation. Pour faire venir la main d'œuvre, elle incita les pauvres d'Angleterre à émigrer à travers le système des indentured servants. On leur promettait une terre, et pour payer le voyage il suffisait de travailler gratuitement pendant un certain temps, souvent de 4 à 7 ans, ce qui revenait à être esclave temporairement. Jusqu'en 1662 l'exploitation des terres était assurée par des colons anglais venus là dans des conditions précaires, pas bien meilleures que celles des esclaves indiens et africains. On a calculé qu'au moins 50 à 66 % des émigrants de 1600 à 1776 avaient relevé du régime de l'engagisme c'est-à-dire avaient été des indentured servants.

#### Esclaves africains
En 1662, pour compenser la baisse d'immigration due aux guerres cromwelliennes (1649-1661), la couronne donna à la Compagnie royale d'esclavage africain (Royal Company of African Slave Trade créée en 1660) le monopole sur le commerce d'esclaves. Les exploitants de coton et tabac promouvaient également cette main d'œuvre pas chère, car leurs revenus baissèrent avec les Navigation Acts de 1650/1651. En 1650, les Noirs représentaient seulement 5 % des habitants ; en 1776 ce chiffre est passé à 22 % ; en Virginie, la population noire passe de 2 000 à 188 000 personnes.

#### Années 1680 à 1760
Ces colons furent vite rejoints, à partir des années 1680, par des millions d'Écossais, Irlandais, Allemands, Français, Hollandais, Italiens, Russes, Polonais, Scandinaves, Grecs, Chinois, Japonais, Africains, et Sud-Américains ; si bien que les États-Unis forment une véritable mosaïque multiculturelle. Ces mêmes migrants se mêlèrent au fil des ans aux populations autochtones d'Amérique : les Amérindiens, qui pour être distingués des futurs arrivants furent appelés « Native Americans ». La majorité des immigrés du temps des colonies étaient Anglais et protestants. Ils se mêlèrent avec plus ou moins de succès aux populations immigrantes catholiques.
Avec l'arrivée massive des esclaves africains à partir des années 1660, le système des indentured servants n'était pas aboli pour autant, et il continuait à drainer des immigrés anglais. La couronne britannique décida aussi d'envoyer des condamnés vivre en Amérique en échange de leur liberté. Bien que leur nombre fut petit, ils ne reçurent pas un bon accueil et en 1751 la Virginia Gazette les comparait à des serpents. Le développement de l'esclavage dans les colonies ne plaisait pas aux blancs pauvres qui y voyaient une concurrence déloyale, il ne plaisait pas non plus aux humanistes puritains, comme les quakers, qui étaient par principe contre l'esclavage. William Penn était l'un d'eux. En 1680, il reçut une terre et fit venir des colons anglais : de 1675 à 1725, 25 000 quakers anglais et gallois s'établirent dans la vallée de la Delaware, ils militèrent pour l'abolition de l'esclavage et l'égalité des femmes. Par la suite des congrégationalistes et des anglicans s'ajoutèrent. William Penn menait une véritable campagne de propagande pour inciter les Européens à venir, il n'hésitait pas à embellir la vérité et à parler d'un paradis où les récoltes seraient toujours bonnes.
De 1680 à 1760 les colonies britanniques passèrent de 250 000 habitants à environ deux millions, le principal vecteur de cette croissance démographique résultant du flux migratoire largement positif. Parmi ces migrants la majorité était constituée de Nord Irlandais. Il y avait aussi 125 000 Allemands. 2 000 Huguenots français, chassés par la révocation de l'édit de Nantes en 1685), s'établirent à Boston, New York et en Caroline du Sud. Quelques Suédois, Écossais et Hollandais s'ajoutèrent à eux. Dans les ports s'établirent aussi des communautés juives, par exemple, à Savannah, Charleston, Philadelphie, New York, Newport. Ces migrants étaient chassés d'Europe par l'intolérance religieuse et les difficultés économiques, certains étaient attirés par l'opportunité de faire fortune. Cette vague subite de migrants a suscité des peurs chez les premiers établis : le nombre de Nord Irlandais étaient tel que les Américains craignaient d'être submergés démographiquement et véritablement détrônés socialement par eux. On prit des mesures coercitives notamment contre les Nord Irlandais, mais aussi contre les catholiques (par antagonisme religieux) en Caroline du Sud dès 1698, mais aussi au Maryland, en Virginie, en Pennsylvanie, etc. La « terre promise » américaine, terre de liberté et de prospérité économique, n'était pas toujours réalité ; les nouveaux arrivés déchantaient ; mais dans leurs courriers certains continuaient d'entretenir le mythe auprès des Européens, ce qui convainquait les sceptiques de les rejoindre à leur tour. Certains immigrés repartaient vers leur terre d'origine ; ceux-là dépeignaient une mauvaise image du pays, dressée à partir d'expériences vraies et vécues : pionniers massacrés régulièrement par les Indiens par exemple.
Le voyage lui-même était difficile. Avant même de toucher terre, les migrants affrontaient mille maux : le voyage pouvait durer de six semaines à six mois selon les conditions climatiques (tempêtes, calme plat...), chaque passager ayant rarement plus de 2 m2 à lui pour le voyage, la maladie profitait de la promiscuité et des conditions d'hygiène pour proliférer et le mal de mer s'y ajoutait. Plus le voyage durait, plus les conditions empiraient, les plus jeunes et les plus vieux mouraient en cours de route ; plus le voyage durait, plus les problèmes de nourriture et d'eau se posaient, entraînant (rarement) des cas de cannibalisme. En 1741, un bateau irlandais débarqua 60 des 106 passagers, les 46 autres étaient morts. Parfois, tous ou presque mouraient : en 1752, un bateau hollandais débarquant à Philadelphie n'avait plus que 21 de ses 340 passagers d'origine, les autres étaient morts de faim. Parmi les survivants, se trouvaient parfois des pauvres qui avaient promis de payer leur voyage en échange d'un service de deux ou trois ans auprès de leurs créditeurs ; des familles entières furent ainsi séparées à leur débarquement entre différents maîtres ; parfois si dans une même famille les parents étaient morts, et que seuls restaient les enfants, ces derniers étaient éduqués et utilisés comme esclaves par les créditeurs jusqu'à leurs 21 ans. Et si on avait la chance de faire le voyage rapidement (six semaines au mieux) et d'arriver sain et sauf, les armateurs des navires retardaient indéfiniment le débarquement sous prétexte de quarantaine, astreignant ainsi les passagers à payer des surtaxes, vidant ainsi leurs poches...
Le Congrès imaginait une Amérique blanche et protestante quand il déclarait en 1790 que seules « les personnes blanches et libres qui ont émigré aux États-Unis ou seront appelées à le faire » pouvaient prétendre à devenir des citoyens nationalisés. L'arrivée de flux de migrants de divers pays d’Europe a entrainé une nette révision de cette politique. Comme le souligne l’historien Matthew Frye Jacobson, « l’arrivée de nouveaux venus a semé la panique dans le pays et conduit les Américains à adopter une vision plus restrictive et politisée des critères d’attribution de la couleur blanche. Les journalistes, les sociologues et les agents de l’immigration ont pris l’habitude de diviser les Européens blancs en “races”. Certains étaient considérés comme “plus blancs” — et plus dignes de la citoyenneté — que d’autres, qui avaient une couleur de peau trop foncée pour être socialement acceptables. »

#### Apport nord irlandais
Les Nord Irlandais, Scotch-Irish, en anglais, étaient les descendants des Écossais établis en Ulster depuis 1616. Le gros de leur immigration se produisit après 1717. Ils étaient généralement poussés à l'émigration par les famines à répétition. Très pauvres, ils étaient réduits à voler, mendier, organiser toutes sortes de trafics pour survivre, d'où leur mauvaise réputation ; mais ils étaient aussi les animateurs de spectacles de rue, de théâtre, etc. Ils représentent le deuxième groupe d'immigrés le plus nombreux après les Anglais : 250 000 s'établirent de 1717 à 1776. Leur pauvreté les poussait souvent à migrer vers la frontière avec les Indiens où les conflits étaient nombreux. Ils furent les principales victimes de la rébellion de Pontiac (1763), et la passivité des autorités de Philadelphie à les protéger conduisit aux émeutes de 1763-4.

#### Apport allemand
Les Allemands constituent le 2e groupe le plus important d'immigrés après les Nord-Irlandais. Vers 1760, on comptait aux États-Unis 18 communautés allemandes, vers 1780 elles étaient 30. Ils profitèrent des assouplissements de lois relatives à l'émigration en Suisse et en Allemagne à cette époque. Ils s'établirent majoritairement en Pennsylvanie, où ils constituaient 33 % de la population en 1760. Ils essaimèrent jusqu'à plusieurs centaines de kilomètres à l'intérieur des terres. Ils apportèrent avec eux leurs sectes plus ou moins persécutées et qui évoluèrent en vase clos : comme les piétistes radicaux, des ménnonites, Moraviens, Swenkfelders, Amish, Dunkers, etc. Le pacifisme de ces sectes les firent apprécier des Quakers anglais, mais rejeter des autres populations, car ils refusaient de porter les armes. Les Moraviens qui s'étaient d'abord établis en Géorgie vers 1740 furent forcés de rejoindre la Pennsylvanie vers 1760 où ils représentaient 10 % des immigrés allemands. La reine Anne promit aux Allemands de leur payer le voyage s'ils travaillaient dans ses chantiers navals, des milliers s'établirent ainsi à Rhinebeck (quartier de New York). Les Allemands étaient connus comme très stricts, très renfermés et très durs au travail ; ils passaient pour traiter mieux leurs vaches que leurs enfants, mais ils excellèrent en tant que fermiers. Ils étaient mal vus des Anglais car ils continuaient à parler Allemand plutôt qu'anglais. La « germanisation » de la Pennsylvanie fit craindre le pire aux Anglais établis, B. Franklin craignait qu'ils imposent leurs mœurs et leur langue aux Anglais plutôt que l'inverse. Pour forcer leur intégration on créa la Society for the Propagating of Christian Knowledge among the Germans, mais les personnes concernées s'y opposèrent et elle dut fermer dès 1763.

#### Apport français
La plupart étaient huguenots et avaient fui la révocation de l'édit de Nantes de 1685. Ils s'établirent dans les ports principalement, car beaucoup étaient commerçants, et partout dans les colonies. Ils se marièrent avec les élites locales et occupèrent très vite de hauts postes dans la société américaine. Ils parlèrent rapidement l'anglais, ce qui les rendit enviés par les autres migrants et appréciés par les Anglais même. Un faible nombre était très pauvre, ce qui explique l'expression « riche comme un Huguenot. » Les guerres franco-anglaises au XVIIIe siècle les poussèrent à s'installer au sud, notamment à Charleston.

#### Apport néerlandais
Avant l'occupation de New York par les Anglais, en 1664, cette ville s'appelait Nouvelle-Amsterdam. Les Néerlandais se concentraient dans la vallée de l'Hudson, l'Est de Long Island, et le New Jersey. Comme les Allemands, les Néerlandais étaient renfermés sur leur communauté, ainsi au XXe siècle encore leurs descendants parlaient des dialectes locaux basés sur le néerlandais. Mais ils restaient plus ouverts que les Allemands : au XVIIIe siècle ils perdirent peu à peu leur culture : leur éducation s'est longtemps faite en néerlandais mais jusqu'en 1750 cette pratique baissa ; dans le droit néerlandais la femme pouvait hériter, mais peu à peu on perdit cette coutume pour se couler dans le moule anglais. Les Néerlandais étaient connus comme skieurs, cavaliers, buveurs et leurs femmes passaient pour fumer beaucoup.

#### Écossais
600 Écossais débarquèrent dans les années 1680 et s'installèrent dans l'Est du Jersey. La plupart étaient de riches marchands et propriétaires et ils étaient bien éduqués. Ouverts aux autres groupes, ils se fondirent si bien dans la population que, malgré leur petit nombre, leurs descendants représentaient 15 % de la population du New Jersey en 1750. Les Écossais passent pour un modèle d'intégration tout comme les Huguenots français. Entre 1763 et 1776 une autre vague d'immigrés Écossais arriva et prospéra dans le commerce. Parmi eux les Écossais des Highlands étaient méprisés alors que les Écossais des Lowlands accédèrent vite à des charges importantes qui les compromirent avec la monarchie, ce qui les obligea à fuir après 1776.

#### Communautés juives
En 1654, vingt-trois familles juives venant du Brésil débarquent à la Nouvelle-Amsterdam dès l'époque hollandaise. Ils s'établirent ensuite dans l'État de Rhode Island. Leur afflux fut freiné par les restrictions religieuses d'autres États où les non-chrétiens n'étaient pas admis. Vers 1750, ils étaient très présents dans le commerce maritime avec les Caraïbes. Ils essaimèrent à Philadelphie, Charleston et d'autres villes.
Les immigrés arrivant en Amérique sont en majorité en position de dominés, aussi pour s'entraider ils créent des sociétés d'entraide : les Écossais fondent la Scots Charity Box en 1657 à Boston ; les Allemands ont la Die Deutsche Gesellschaft, les Français la Société française de bienfaisance basée à Philadelphie, les Irlandais The Friendly Sons of St Patrick, etc. la plupart fondées entre 1760 et 1790.

### XIXesiècle
Avant la fin du XIXe siècle, il n'existe pas réellement de codes de loi se rapportant à l'immigration même si des régulations existent bel et bien dans les faits. Entre 1819 et 1840 environ 743 000 immigrés arrivent aux États-Unis. Parmi eux plus de 80 % d'Irlandais (335 000), d'Allemands (155 000) et de Britanniques (103 000). La ruée vers l'or de 1848 (the forty-eighters ou 48ers) en Californie favorise l'immigration de dizaines de milliers de personnes d'Europe (majoritairement français), Hawaï, Chine, Australie, Mexique, Pérou, etc. Ceci n'alla pas sans tensions avec les Autochtones (100 000 décès jusqu'en 1868).[réf. nécessaire]
Entre 1840 et 1860 plus de quatre millions d'Européens sont arrivés aux États-Unis. 75 % d'entre eux venaient d'Irlande et d'Allemagne. Entre 1841 et 1850 : 781 000 Irlandais, 434 000 Allemands, 255 000 Britanniques, 77 000 Français rejoignent les États-Unis. Entre 1850 et 1860 : 951 000 Allemands, 914 000 Irlandais, 317 000 Britanniques, 76 000 Français. En 1850 le nombre de personnes nées à l'étranger était de 2 200 000, en 1860 il passe à plus de 4 000 000. La différence de migration entre le XIXe siècle et avant est que désormais les migrants ne fuient plus tellement l'intolérance religieuse européenne, mais qu'ils cherchent à faire fortune aux États-Unis. En 1853 le voyage depuis l'Europe jusqu'à l'Amérique restait très dur : en 1853, 14 Norvégiens décrivent un horrible voyage à bord d'un vaisseau anglais où les marins traitent les passagers plus mal que des chiens, où les femmes et filles sont constamment menacées de viol, les scènes de bagarre générale lors des distributions de nourriture sont quotidiennes, etc.. New York est le port où arrivent plus de 60 % des migrants ; le deuxième port le plus important est La Nouvelle-Orléans. En 1860, les immigrés forment la majorité de la population dans les villes de New York, San Francisco, La Nouvelle-Orléans et Chicago. Les immigrés débarqués à New York empruntaient ensuite le chemin de fer jusqu'à Buffalo et poursuivaient jusqu'à Chicago et San Francisco selon leurs ressources, mais beaucoup restaient dans leur port de débarquement par manque de moyens, surtout les familles,. Les villes du Nord du Midwest (Saint-Louis, Milwaukee, Cincinnati) accueillirent beaucoup de migrants après l'achèvement du canal Erié en 1825 (axe La Nouvelle-Orléans Mississippi Ohio Grands Lacs) ; ces villes étaient connues pour leurs grandes communautés allemandes et scandinaves.
Après 1854 les Allemands formèrent le plus important groupe d'immigrés jusqu'en 1891. De 1881 à 1890, 1 400 000 Allemands entrent aux États-Unis, soit un tiers de l'immigration totale européenne. L'année 1882 avec 250 000 entrées en constitue l'apogée. 80 % d'entre eux s'établissent dans le quart Nord-Est des États-Unis. En 1900, les Allemands formaient le groupe le plus important d'étrangers dans les États de Californie, Wisconsin, Kansas, Missouri, New Jersey, New York et 20 autres États. Seuls les Irlandais les dépassaient en nombre à Boston et Philadelphie. Les Irlandais constituaient le groupe immigré le plus pauvre du pays ; ils avaient fui les grandes famines irlandaises du XIXe siècle.
En 1862, la Homestead Act joue un rôle éminent dans la conquête de l'Ouest américain en favorisant l'immigration et l'occupation du sol. Durant cette période, le pays connaît une extraordinaire croissance démographique liée à l'immigration, avec 31 millions d'habitants en 1860, 62 millions d'habitants en 1890, 75 millions d'habitants en 1900 et 105 millions d'habitants en 1920. Pour la première fois en 1890, il entre aux États-Unis autant de Latins et de Slaves que de Britanniques, Scandinaves et Germaniques.
Pour maintenir les salaires aussi bas que possible, le patronat américain fait pression sur les responsables politiques pour que ceux-ci favorisent l'immigration et ainsi placent les travailleurs en concurrence permanente pour les emplois existants. Le Congrès vote une loi permettant aux industriels d'importer une main-d’œuvre étrangère légalement liée à son emploi jusqu'au remboursement complet du prix de la traversée.
Le 3 août 1882 est voté le premier Immigration Act[réf. souhaitée] qui impose une taxe de 0,50 $ par immigrant. L'argent récolté devait servir à payer les frais de régularisation de l'immigrant. Cette loi a aussi donné le pouvoir aux autorités de refuser l'entrée aux personnes jugées indésirables. Cet argent a aussi servi à payer les agents de l'immigration et les organismes fédéraux indépendants d'immigration. Cette loi est complétée par celle de 1891[réf. souhaitée] qui établit définitivement la supervision fédérale de l'immigration et renforce les dispositifs relatifs à l'exclusion des personnes indésirables.
La politique en faveur de l'immigration adoptée par les États-Unis avant la popularisation de l’avion est symbolisée par l'ouverture d'Ellis Island en 1892 qui marque la mise en place d'un dispositif d'accueil des immigrés.
Face à l'afflux d'immigrés (en 1905, pour la première fois dans l'histoire des États-Unis, le volume d'immigrants dépasse le million en un an, le pic étant atteint en 1907 avec 1,3 million d'immigrants), le gouvernement américain décide de suspendre l'Immigration aux États-Unis.
En 1907, une nouvelle loi sur l'immigration remet à jour celle de 1882 et de 1891. Elle augmente la taxe d'entrée sur le territoire et passe de 0,50 à 5 $ et les "imbéciles, personnes faibles d'esprit, les enfants de moins de 17 ans non accompagnés et les personnes présentant après examen des problèmes mentaux ou physiques qui nuiraient à leur capacité de gagner leur vie" sont ajoutés à la liste des exclus. Une version plus sévère qui prévoyait d'exclure tout homme n'ayant pas initialement 25 $ et toute femme n'ayant pas 15 $ a été retirée avant son adoption par le congrès. Cela révèle le début d'une politique nativiste qui vise à restreindre et surtout sélectionner les immigrants. Elle est cependant modulée par leurs opposants.
En 1917 est votée une nouvelle loi qui abroge et remplace l'Immigration Act de 1891, imposant un test d'alphabétisation à toute nouvelle personne qui souhaite s'installer aux États-Unis. Cette nouvelle mesure interdit surtout l'entrée sur le territoire américain des personnes jugées indésirables. Ce document est surnommé "Barred Zone Act".
En 1921 est signé le Quota Emergency Act qui limite le nombre d’immigrants par pays : seul 3 % du nombre total d’immigrants en provenance d’un pays donné qui vivaient déjà aux États-Unis en 1910 est autorisé chaque année à s'installer aux États-Unis. Le nombre de migrants passe ainsi de 900 000 en 1920 à 375 000 en 1921. En 1924 une deuxième loi des quotas voit le jour : la Johnson Reed Act qui fait encore baisser le nombre d'admissions, évalué à 150 000. Cependant cette loi ne s’appliquait pas aux personnes originaires du continent américain.

#### Italo-Américains
De 1880 à 1914, 13 millions d'Italiens ont émigré hors d'Italie, faisant de l'Italie le point de départ de l'une des plus grandes émigrations volontaires de l'histoire du monde. Durant cette période de migration massive, 4 millions d'Italiens sont arrivés aux États-Unis, dont 3 millions entre 1900 et 1914. La principale raison de l'immigration vient de l'unification italienne en 1861, qui a considérablement aggravé les conditions économiques de la population. Les principaux facteurs qui ont contribué à l'important exode du Nord et du Sud de l'Italie après l'unité italienne sont les troubles politiques et sociaux, l'allocation par le gouvernement de beaucoup plus de ses ressources à l'industrialisation du Nord qu'à celle du Sud, une charge fiscale inéquitable dans le Sud, les tarifs douaniers sur les produits du Sud, l'épuisement et l'érosion des sols, et la conscription militaire durant sept ans. La plupart des immigrés italiens prévoyaient de rester quelques années, gagner de l'argent pour aider leurs familles et de rentrer chez eux.
On estime que 49 % des Italiens qui ont émigré aux Amériques entre 1905 (lorsque les statistiques sur la migration de retour ont commencé) et 1920 ne sont pas restés aux États-Unis. Surnommés les « oiseaux de passage », ils avaient l'intention de rester aux États-Unis que pour un temps limité, pour ensuite rentrer en Italie avec suffisamment d'économies pour s'y rétablir. Alors que beaucoup sont retournés en Italie, d'autres ont choisi de rester ou ont été empêchés de revenir par le déclenchement de la Première Guerre mondiale,. La très grande majorité de ceux qui sont restés se sont assimilés à la nation, à l'ethnie et à la culture américaine.
Les immigrés italiens ont parfois été sujets à une certaine xénophobie. Selon l'historienne Jennifer Guglielmo, les immigrés italiens « étaient confrontés à des masses de livres, de magazines et de journaux qui bombardaient les Américains d’images d’Italiens présentés comme des individus de race suspecte. Ils pouvaient être exclus de l’accès aux écoles, aux cinémas et aux syndicats ou confinés, dans les églises, aux bancs réservés aux Noirs. Ils étaient décrits dans la presse comme les membres d’une race criminelle “à la peau basanée” et “aux cheveux crépus”, et on les couvrait dans la rue d’épithètes telles que “métèques” ou “Noirs de Guinée” – une expression moqueuse appliquée aux esclaves africains et à leurs descendants – ou d’insultes carrément racistes comme “nègres blancs” et “nègres macaronis”. »
La plus large manifestation de cette xénophobie se produisit lors du lynchage du 14 mars 1891 à la Nouvelle-Orléans, quand onze Italiens ont été tués lors d'une irruption de la foule dans la prison de la ville. Dix-neuf Italiens avaient été accusés du meurtre du chef de la police David Hennessy et neuf d'entre eux avaient été inculpés. Six avaient été acquittés lors du procès et une annulation du procès a été déclarée pour les trois autres car le jury n'avait pas réussi à s'entendre sur leurs verdicts. Il y avait une croyance répandue dans la ville que le crime organisé italo-américain était responsable du meurtre du chef de la police, dans une période de sentiment italophobe et de criminalité croissante. Les immigrés italiens étaient également connus pour préférer la machine politique de la ville en proie au scandale au nouveau maire démocrate réformiste, dont le propre rôle dans l'incitation à la violence qui a suivi pourrait bien avoir été une tentative d'abuser du pouvoir du gouvernement pour réprimer ses adversaires politiques.
La couverture de l'événement par la presse américaine a été largement élogieuse et les responsables du lynchage n'ont jamais été inculpés. Le Washington Post assura que le lynchage mettrait un terme au « règne de la terreur » qu’imposeraient les Italiens. Selon le Saint Louis Globe Democrat, les lyncheurs n'avaient fait qu'exercer « les droits légitimes de la souveraineté populaire ». En revanche, le New York Times publia une longue déclaration accusant les politiciens de la ville d'être responsables du lynchage des Italiens. Le futur président Theodore Roosevelt, qui appréciait peu les Italiens, estima que ce lynchage fut « plutôt une bonne chose ».
L'incident eut de graves répercussions sur le plan national et international. Le royaume d'Italie suspendit ses relations diplomatiques avec les États-Unis, allant jusqu’à susciter des rumeurs de guerre. Les relations diplomatiques sont restées dans l'impasse pendant plus d'un an et des rumeurs de déclaration de guerre à l'Amérique ont circulé à la suite des meurtres. Dans le cadre d'un effort plus large pour apaiser les tensions avec l'Italie et les immigrés italiens, le président Benjamin Harrison a déclaré la première célébration nationale du Jour de Christophe Colomb en 1892, commémorant le 400e anniversaire du débarquement de l'explorateur italien dans le Nouveau Monde. Lorsque le président Harrison a accepté de verser une indemnité de 25 000 dollars aux familles des victimes, le Congrès a tenté en vain d'intervenir contre les réparations, l'accusant « d'usurpation inconstitutionnelle de l'exécutif des pouvoirs du Congrès ». Les États-Unis ont versé 2 211 90 $ à chaque famille des onze victimes,.

#### Immigration chinoise
Les immigrants chinois sont généralement amenés à effectuer les taches subalternes les plus pénibles. Manœuvres, ils participaient à la construction des chemins de fer et des ponts, travaillaient dans les mines ou emballaient des cigares. Ils étaient payés moins que les Blancs et devaient acquitter une taxe spéciale que les Blancs ne payaient pas. Ils vivaient dans des quartiers réservés appelés Chinatown dans chaque ville. Avant la guerre civile, 50 000 Chinois travaillent dans la seule Californie, dont un grand nombre pour les compagnies de chemin de fer. En 1869, le chemin de fer fut terminé et des milliers de travailleurs chinois se retrouvèrent brusquement sans emplois et placés en concurrence avec les Blancs sur le marché du travail, alimentant dès lors un fort sentiment xénophobe. Une partie de la presse contribue également à une campagne visant les Chinois et ces derniers sont les cibles de plusieurs émeutes. Les Chinois n'ayant pas le droit de témoigner devant les tribunaux en Californie, leurs agresseurs bénéficient d'une impunité presque totale. Le 24 octobre 1871, à Los Angeles, des immeubles du quartier chinois sont pillés et 20 de leurs habitants sont abattus par balles ou pendus. Sur les quelque 600 émeutiers, 10 seulement sont inculpés mais furent acquittés par la cour suprême.
En 1868, les Californiens accueillent avec joie le traité de Burlingame entre les États-Unis et la Chine, qui accepte de mettre fin au contrôle sur l'émigration de ses ressortissants. Avec la crise économique de 1873, les sentiments anti-immigrants se renforcèrent à nouveau et les partis républicain et démocrate intégrèrent à leurs programmes électoraux des mesures anti-chinoises. Lors du référendum de 1879, les électeurs de l'État californien votent à 94 % contre la présence d'immigrants chinois, ce qui prépare le terrain à la loi d'exclusion des Chinois de 1882. Une telle contradiction apparente se retrouve chez Dennis Kearney, qui en tant que membre de la Pickhandle brigade aida la police et le Comité de sûreté publique de William Tell Coleman à réprimer les émeutes xénophobes anti-coolies en juillet 1877, mais qui, en tant que secrétaire du Workingman's Party à partir d'août 1877, milita en faveur des lois restreignant l'immigration chinoise.
Dans les mines du Nevada, les ouvriers chinois sont chassés de leurs emplois dès la fin de la guerre civile. Lors d'un incident de ce genre, à French Corral, toutes les cabanes des Chinois furent incendiées et nombre de leurs habitants battus. L'instigateur de l'émeute est condamné à une simple amende. En septembre 1885, des miliciens envahirent les mines de charbon à Rock Springs (Wyoming) pour en expulser les travailleurs chinois ; 22 furent tués et une cinquantaine de maisons incendiées.
Les femmes, peu nombreuses (7,1 % de la population chinoise selon un recensement de 1870), ne sont pas autorisées à travailler dans les cuisines ou au comptoir des bars et des restaurants, ni même à faire le ménage des bureaux de le mine. Nombre d'entre elles sont alors contraintes à la prostitution. En outre, elles y sont parfois obligées par leurs maîtres blancs, l'esclavage des Chinois n'étant pas rare en Californie.

### Le cas des réfugiés
À partir des années 1930 et la montée du nazisme en Allemagne, le nombre d’exilés juifs et d’opposants politiques va fortement augmenter.
Au printemps 1939, le paquebot Saint Louis quitte Hambourg pour rejoindre les États-Unis avec 937 passagers, en grande majorité des juifs allemands ; seuls 29 sont admis : les 907 restants font le trajet retour, dont 254 qui mourront dans des camps de concentration nazis.
En 2017, après son investiture comme président, Donald Trump signe des décrets visant à limiter l'immigration en provenance de 7 pays à majorité musulmane. Il interdit notamment l'entrée des réfugiés syriens sur le territoire américain.

### 1965 et fin des quotas
Bien que la notion de multiculturalisme se développe au début du XXe siècle, se mettent en place dans la même période des lois de l'immigration (en) qui instaurent des quotas.
1965 constitue un tournant, y compris pour l'opinion publique américaine, car cette date est celle de la fin de la politique des quotas d'immigration. Il est établi un plafond numérique mis en place par Lyndon Johnson, ce plafond constitue selon lui « la consécration du critère du mérite et la fin de la discrimination selon le pays d'origine » [réf. nécessaire]. Aucun pays ne peut faire admettre plus de 20 000 ressortissants par an, les ressortissants sont admis selon sept catégories de visa encore en vigueur en 1990. Il convient aussi de remettre ce tournant vis-à-vis de l'immigration dans le cadre d'un tournant majeur aux États-Unis, celui du mouvement pour les droits civiques. Il existe en effet dans la société américaine une volonté d'appliquer les Civil Rights à tous les domaines des politiques publiques, y compris à l'immigration. Ce comportement constitue aussi une rupture avec la situation de l'après guerre, dans laquelle l'attention se portait davantage vers les réf[Quoi ?].
Pour le président Lyndon Johnson, au moment où il signe la loi d'abolition des quotas en bas de la statue de la Liberté en 1965, « l'Amérique [les États-Unis] redevient terre d'asile ». Cependant, il dit lui-même que la nouvelle loi ne changera pas la société de fond en comble et qu'il faudra « filtrer » les nouveaux arrivants suivant leurs liens avec le pays d'accueil même s'il était une « erreur » dans l'histoire des États-Unis d'avoir aboli des quotas « raciaux ». Pour lui, il en est terminé autant de l'injustice que de l'immigration illimitée des premiers temps de la construction son pays. Mais pour comprendre cet événement il faut le replacer dans son contexte. En effet, la loi Mc Carran Walter en 1952 avait changé les quotas « raciaux » en quotas selon l'origine nationale afin de « préserver l'identité et la culture » des États-Unis. John F. Kennedy, après son élection et en partie en raison de sa propre expérience d'enfant issu de l'immigration et de catholique aux États-Unis, avait ouvert la voie à la loi de 1965. Cependant, son assassinat en 1963 le remplace par Johnson qui en tant que sénateur ne s'était que très peu exprimé sur le sujet de l'immigration [réf. nécessaire]. À son élection en 1964, l'immigration n'avait pas été un thème majeur dans sa campagne mais plusieurs éléments vont ouvrir la voie à la nouvelle loi et à la postérité respectée de la volonté de Kennedy : 
- Durant la campagne, les deux candidats ont essayé d'attirer le vote des citoyens issus de l'immigration.
- Le contexte du mouvement pour les droits civiques donne la volonté aux démocrates de mettre fin à la discrimination sur tous les plans, y compris l'immigration.
- La large majorité démocrate au Sénat et à la Chambre permet que la loi passe sans provoquer une défaite dès les élections passées.
- L'économie se porte bien, il n'existe presque pas de tension au niveau de l'emploi, ce qui allège la pression de la part des syndicats d'autant plus que seulement la moitié des 50 000 à 70 000 migrants prévus sont supposés devenir des travailleurs. (Le syndicat principal, l'AFL-CIO n'émettra que de faibles réserves et soutiendra in fine le vote de la loi).

Le soutien est presque unanime d'autant plus que certaines organisations conservatrices conçoivent cette loi comme un bien car elle prévoit de privilégier les membres de familles de citoyens américains. L'idée est assez répandue que l'origine des Américains ne sera pas diversifiée et que les proportions seront gardées entre les différents groupes ethniques en raison de la préférence que la loi accorde aux liens de parenté avec des citoyens américains. Cette loi plaît bien sur aux organisations humanistes de la société civile ainsi qu'aux VOLAG, les organisations chargées de l'accueil et de l'insertion des réfugiés dans la société américaine. L'abandon du système de séparation pour la sélection appelé « triangle Asie Pacifique » et du système de l'origine nationale passe dans l'opinion publique comme allant dans le même sens que les Civil Rights. Un élément étonnant cependant, seules quelques organisations de migrants asiatiques et notamment l'organisation des « japonais américains » ont critiqué le fait que les proportions ethniques dans la société américaine allaient rester les mêmes. Ces organisations et les immigrés qu'elles représentent se sentaient lésés affirmant que si en raison du « triangle Asie Pacifique » la population asiatique avait été faible dans le passé, elle continuerait à être faible dans le futur. L'histoire leur donnera satisfaction comme on le verra par la suite.

### Conséquences de la loi de 1965
La loi de 1965 prévoit donc de faire passer le mérite devant l'origine nationale sur le principe du premier arrivé-premier servi avec un plafond global. Au-delà des détails numériques de la loi, il est important de retenir que des préférences sont accordées en fonction du degré de parenté (père, mère, époux, enfant, frère ou sœur, etc.) avec un citoyen américain. Au bout de quelques années, 90 000 personnes arrivent par an aux États-Unis dans le cadre de cette nouvelle loi, 125 000 en 1978 puis 138 000 en 1979. Cela dépasse largement le nombre de personnes prévues et la loi est ensuite baptisée de façon populaire la loi « frères et sœurs » (Brothers and Sisters Act). En effet, une fois un premier regroupement familial effectué par une personne présente sur le sol des États-Unis, les époux des membres de cette famille font à leur tour venir leurs frères et leurs sœurs et une nouvelle famille s'installe aux États-Unis. C'est donc une sorte d'effet « boule de neige » qui est décrit et qui ne cesse de faire augmenter chaque année les personnes admises grâce aux visas délivrés dans le nouveau cadre. Prenant conscience de cette situation et du mécontentement d'une certaine partie de l'électorat blanc anglo-saxon (dont l'opinion est aussi mue, comme on le verra plus loin, par la sensation de la présence d'un grand nombre d'immigrés sans papiers sur le sol des États-Unis) l'administration réagit afin de préserver une préférence nationale pour certains emplois dont les immigrés sont perçus comme en prenant le plus de postes. Par exemple, c'est la fin en 1979 de la préférence pour les médecins lors des demandes de visa, malgré le fait que dans les grandes villes, les médecins manquent encore dans les années 1980. On leur permettra alors de prolonger leur visa.
Outre le très fort dépassement numérique de ce qui était prévu par la loi de 1965, il est à retenir que parmi les personnes qui en bénéficient se distinguent plusieurs groupes :
- l'immigration européenne, contrairement aux prévisions est minoritaire, elle concerne 113 000 personnes en 1965 et 65 000 dix ans plus tard. Cela n'est pas seulement dû à la nouvelle sélection pour les visas concernant les États-Unis mais aussi au fait que l'Europe connaît une plus grande prospérité économique.
- Les Asiatiques constituent le groupe à la croissance la plus rapide notamment grâce au regroupement familial mais aussi car sa population est plus jeune.
- Le groupe le plus nombreux est celui des Latino américains, ils sont vingt millions à la fin de la période dont 12,5 millions de Mexicains.
- Recoupant parfois les deux groupes précédents et celui qui touche le plus l'opinion publique de la classe moyenne notamment dans les banlieues pavillonnaires des grandes villes et parfois celle des travailleurs américains les plus pauvres, le groupe des sans-papiers. Il représente entre 1,5 et 3 millions de personnes en 1990 dont plus des deux tiers concentrée en Californie, à New York et dans l'État du Texas. Sa tolérance par la population est variable, en effet, si beaucoup d'actes racistes sont enregistrés au Texas contre les Mexicains, beaucoup d'Irlandais ont pu outrepasser l'échéance de leur visa sans subir de problèmes d'intégration dans leur communauté d'arrivée.

Toutes ces mesures présentent des difficultés propres à toute détermination du statut de réfugié : évaluation objective de la crédibilité du récit d'asile, délais de réponse, etc. La définition juridique du réfugié elle aussi pose problème car elle ne concerne que les personnes qui fuient des pays « communistes ». Ainsi sont accueillis Cubains, Vietnamiens ou Hongrois après examen de leur demande (et ce plus facilement s'ils ont des liens aux États-Unis, cependant les Salvadoriens, les Chiliens après le coup d'État de 1973, ou encore les Haïtiens sont directement considérés comme des migrants économiques car ils proviennent de pays dont le gouvernement (qu'il soit démocratique ou non) est soutenu par Washington. L'exemple le plus flagrant est le dépôt au début des années 1980 de 10 000 demandes d'asile par des Centraméricains à la suite des multiples guerres civiles dans leurs pays. Seulement une dizaine furent acceptées.
En ce qui concerne les migrants sans papiers, il faut différencier ceux qui entrent sur le territoire américain sans visa et ceux qui dépassent la date d'échéance de leur titre. Cela concernait déjà plusieurs millions en 1970, et pourrait concerner plus de treize millions aujourd'hui. Leur entrée dans les années 1970 se fait principalement par la frontière mexicaine et malgré tous les efforts de l'Immigration and Naturalization Service (INS) et l'informatisation de l'enregistrement des passages en 1980, l'immigration clandestine continue. En effet, les politiques répressives n'ont fait qu'augmenter la demande de passeurs, un métier qui se professionnalise et qui rapporte de plus en plus à la frontière mexicaine.
D'autre part, les raids de la police se multiplient pour déporter les sans-papiers. Ces raids visent particulièrement les populations d'origine latino-américaine à la fin des années 1970 et surtout années 1980. En conséquence, les communautés s'organisent et crient à la discrimination. Les syndicats se trouvent dans une position difficile et ambiguë. En effet, les United Farm Workers (UFW) alors guidés par César Chávez se positionnent d'abord contre les briseurs de grève qui attaquent directement leur stratégie d'obtenir de nouveaux droits puis décident ensuite d'unifier à la fois les migrants légaux et les migrants sans papiers. Par ailleurs, il est très difficile de traiter de façon générale une population aussi diverse. Pour la période concernée, elle serait constituée d'étudiants israéliens ou iraniens ayant dépassé la date de leur visa ou des travailleurs pauvres venus de Chine par le Mexique trouver des emplois difficiles et mal payés à Los Angeles. Les migrants sans papiers se retrouvent souvent dans les grandes villes, recoupant les communautés de migrants légaux de par l'utilisation de leurs réseaux. En 1975, la Chambre du Texas décide que les sans-papiers n'ont pas le droit à l'éducation. Si cette décision est cassée par la Cour suprême en 1982 (à cinq voix contre quatre), elle consacre le fait que l'immigration irrégulière a été érigée en problème politique. Le républicain Peter W. Rodino, président de la commission des affaires judiciaires à la Chambre des représentants, témoigne devant la sous-commission chargée d'examiner le projet de loi contre l'immigration. Il expose dans son discours que répression et amnistie ne sont pas contradictoires mais deux volets complémentaires de la politique à partir du moment où elles ne d'adresse pas aux mêmes personnes. Il répond à la fois aux communautés issues de l'immigration et aux restrictionnistes en disant qu'il est nécessaire de réprimer les employeurs de travailleurs sans papiers tout en protégeant ces derniers juridiquement pour éviter qu'il y ait de la discrimination spécialement contre ceux qui « ont l'air étrangers ». Pour lui, la répression des employeurs doit s'accompagner d'une vague de régularisations et davantage de contrôles aux frontières. C'est le tour qui est pris par la loi IRCA de 1986, avec des résultats mitigés.

### IRCA de 1986 et conséquences
Dans les années 1980, les États-Unis ont accueilli 7,3 millions d'immigrants et neuf millions dans les années 1990. Aujourd'hui, moins de 10 % des immigrants sont d'origine européenne.
En 1986, l'Immigration and Reform Control Act (IRCA) satisfait le débat public qui fait l'emphase sur l'immigration illégale. L'immigration devient alors un problème de régulation et non plus d'attraction ou de repoussement comme auparavant. Il s'agit en effet pour les gouvernants de gérer une population qui se trouve déjà sur son territoire et que l'on ne peut plus sélectionner à l'entrée. Les principales lignes de l'IRCA prévoient : 
Des sanctions civiles et pénales aux employeurs de travailleurs illégaux ainsi que pour les passeurs, une amnistie des sans-papiers (undocumented) installés durablement depuis avant le premier janvier 1982 et enfin l'autorisation de la venue annuelle d'une main d'œuvre saisonnière destinée à s'intégrer.
Cette loi trouve rapidement trois opposants : les producteurs agricoles du Sud-Ouest voulant garder une main d'œuvre docile et bon marché, la population « hispanique » craignant encore davantage de discrimination à l'embauche par peur des sanctions et les défenseurs des libertés individuelles accusant la création de cartes d'identité. L'IRCA est cependant votée et est appliquée avec une rigueur partielle aux employeurs agricoles du sud-ouest en raison de la puissance de leur lobby. En 1990, une nouvelle loi sur la primauté des capacités dans la sélection des candidats aux visas est votée. Cette loi concernera 700 000 personnes les trois premières années et 675 000 par la suite. Elle passe largement à la chambre qui cette fois ci est en majorité républicaine.
Le secrétaire d'État à la Justice acquiert pour sa part le pouvoir d'égaliser le nombre de visas donnés aux ressortissants des pays qui en ont reçu peu par l'organisation de loteries. Celles-ci feront « gagner » un visa à 650 000 personnes par an environ entre 1991 et 1994. Le tournant opéré entre la loi de 1965, se voyant comme une régulation plus souple, et l'IRCA peut aussi s'expliquer par un revirement de l'opinion publique notamment anglo-saxonne. En effet, M.V. Hoods et Irwin L. Morris conçoivent que la tolérance à des mesures souples en matière de migration va de pair avec la résidence légale des étrangers sur le territoire américain. En revanche, la présence de nombreuses personnes sans papiers donne l'impression, en raison de leur statut juridique extra légal, que le pays se voit confronté à une vague d'étrangers peu respectueux des lois et peu assimilables. Ainsi on peut expliquer l'émergence de l'immigration clandestine comme un problème dans le débat public par le biais en partie de l'opinion publique blanche anglo-saxonne et l'IRCA comme une loi visant à satisfaire un électorat des classes moyennes des banlieues pavillonnaires dont le mécontentement grandit avec le nombre de sans-papiers.
À partir de la fin des années 1980, l'attitude de l'administration par rapport aux réfugiés évolue lentement par rapport au contexte de la guerre froide. Par exemple, la loi du premier octobre 1990, signée par Bush père accorde enfin une protection provisoire» aux Salvadoriens qui avaient jusqu'alors été considérés comme des migrants économiques en raison du soutien de Washington à San Salvador et aux troupes régulières dans la guerre civile opposant les Sandinistes au gouvernement. La nouvelle loi fixe aussi des objectifs pour le traitement des demandes d'asile, on vise à recruter et à former des agents plus compétents et à traiter les demandes en soixante jours. Il est aussi officiellement mis fin aux refus d'entrée, de visas et d'asile pour motifs idéologiques (notamment les anarchistes et les communistes), sanitaires (malades du VIH/SIDA) ou d'orientation sexuelle. On crée des articles de loi spécifiques pour les femmes battues ayant acquis leur permis de résidence par le mariage, pour les demandeuses d'asile victimes de mutilations sexuelles et on accorde en 1995 quatre cents millions de dollars de budget à l'Office of Refugee Resettlement. Cependant, des discriminations perdurent notamment à l'encontre des Caribéens, le mythe d'une « marée de Haïtiens » arrivant à la suite de la délivrance de permis pour quelques-uns d'entre eux perdure dans les esprits de la population et aussi dans ceux de l'administration Clinton. En comparaison aux Haïtiens, les Cubains ont toujours bénéficié d'un régime de faveur, en raison du contexte international de guerre froide. Cependant, avec la chute du Rideau de fer et le mandat de Bill Clinton, la reconnaissance primo facie des Cubains prend fin en 1995 et s'accompagne du principe « pieds mouillés / pieds secs ». Ce principe établit que tout Cubain pris par les garde-côtes en mer sera refoulé tandis qu'un Cubain présent sur le sol américain ne sera pas renvoyé à Cuba.

### Frontières mexicaines

#### Mandat de Bill Clinton
Les mesures restrictives de l'administration Clinton notamment vis-à-vis de l'immigration latino-américaine se tournent en premier lieu vers la frontière avec le Mexique symbolisant par excellence leur entrée clandestine aux États-Unis. Dans le milieu des années 1990, les opérations Hold the line à El Paso et Gatekeeper à San Diego consacrent le début d'une politique sécuritaire à la frontière sud ainsi que la fin d'une tolérance d'allées et venues en vigueur depuis la délimitation de cette frontière (la Border Patrol avait été créée en 1924, avec seulement deux agents pour contrôler plusieurs milliers de kilomètres de frontières). Les conséquences de ce type de politique, bloquant l'accès aux migrants dans des lieux propices au passage, repousse les routes migratoires vers des lieux bien plus dangereux comme la continuité du désert de Sonora dans les États de l'Arizona et du Nouveau Mexique ainsi que dans l'arrière-pays désertique de la Californie. Le nombre de morts à la frontière sud des États-Unis (la tortilla border) augmente rapidement d'année en année et la militarisation de cette frontière devient un sujet d'opposition pour les organisations de défense des migrants et de défense des Droits de l'Homme. Ces politiques ont aussi un coût financier non négligeable : il faut acheter des terrains ou procéder à des expropriations pour construire le « mur de protection », recruter de nombreux agents et faire appel à des techniques de pointe (caméras à vision nocturne, détecteurs de mouvements, etc.).
Du point de vue économique, il faut mettre cela en parallèle avec l'entrée en vigueur de l'Accord de libre-échange nord-américain (ALENA) en 1994 qui permet la mise en place du système des maquiladoras. Ce système permet la délocalisation des usines notamment du sud des États-Unis vers le côté mexicain de la frontière. Ainsi, des travailleurs pour la plupart Mexicains sont recrutés chez le voisin du sud pour travailler dans ces nouvelles usines. Ce système, plus rentable pour les chefs d'entreprises américaines, allège la pression de demande de main d'œuvre. Cependant, l'effet de la mise en place de ce système est difficile à évaluer sur l'immigration clandestine vers les États-Unis. En effet, ce système a provoqué la migration de nombreux travailleurs pauvres (notamment des travailleurs agricoles ayant perdu leur travail à la suite de l'invasion du marché mexicain par les produits agricoles américains) vers les villes industrielles du nord du Mexique comme Tijuana ou Ciudad Juárez. La très forte insécurité dans ces villes ainsi que l'instabilité du marché du travail et la proximité avec les États-Unis incitent ces travailleurs à partir, légalement ou non, plus au nord.

### XXIesiècle
Les commentateurs politiques et historiens[Qui ?] spécialistes des États-Unis s'accordent à dire que le président George W. Bush préparait un programme de régularisation et un assouplissement des modalités migratoires pour les Mexicains au début de son mandat. Issu d'une famille traditionnelle texane, G. W. Bush a toujours aimé la culture mexicaine et s'est souvent senti proche du « voisin du Sud »[réf. nécessaire]. Cependant, les événements du 11 septembre 2001 et la volonté sécuritaire que développe par la suite des conseillers de la Maison-Blanche instaurent le début d'une politique strictement sécuritaire aux frontières qui ne permet pas la mise en place des accords prévus ou du moins préparés avec le Mexique. Le Patriot Act, signé par George Bush le 26 octobre 2001, sonne un retour partiel à la loi Mc Carren Walter de 1952. Il donne en effet au procureur général des États-Unis le droit de renvoyer une personne si elle se trouve qu'elle est terroriste ou s'il la soupçonne de terrorisme.
Immédiatement après les attentats du 11 septembre, le gouvernement lança un vaste programme d'arrestation dans le cadre de la « guerre contre le terrorisme » Le 25 janvier 2002, le département de la Justice émit un mémorandum, connu sous le nom d'Absconder Apprehension Initiative, qui demandait l'arrestation et l'expulsion des personnes faisant l'objet de mesures d'expulsion, auxquelles elles s'opposaient. L'Immigration and Naturalization Service transmis une liste de noms aux forces de police, mettant l'accent en particulier sur les immigrés en situation irrégulière provenant de pays arabes ou/et musulmans (bien que la plupart des immigrés en situation irrégulière faisant l'objet de mesures d'expulsion provenaient d'Amérique latine). Le département de la Justice annonça alors qu'il mettait les noms de 314 000 immigrés en situation irrégulière sur les bases de données criminelles du FBI, visant en particulier 6 000 personnes venant de pays arabes ou/et musulmans,.
En 2003, le passage de l'Immigration and Customs Enforcement du département de la Justice à celui de la Sécurité intérieure consacre une vision strictement sécuritaire de l'immigration par l'administration Bush[réf. nécessaire]. Le Département à la sécurité intérieure lança le programme Operation Liberty Shield, une politique, fondée sur des critères de nationalité, qui encadrait les règles de détention concernant les demandeurs de droit d'asile provenant de pays arabes ou musulmans, en isolant en particulier une trentaine d'États.
En dépit de mesures sécuritaires, le nombre de personnes sans statut légal aux États-Unis est resté au-dessus des 11,5 millions avec près de 7 millions de Mexicains. Parallèlement, entre 1995 et 2005, le nombre de morts à la frontière a triplé, avec près de 4 000 migrants sud-américains qui ont perdu la vie.[réf. nécessaire]
D'après le rapport de 2005 du Centre d'étude de l'immigration intitulé Last five years highest immigration in history, en cinq ans, de 2000 à 2005, 8 millions de clandestins ont franchi les frontières américaines. Ce rythme est 2,5 fois supérieur à la grande vague d'immigration européenne de 1910. Ce qui représente un million de personnes par an. Sur ce million d'immigrants, un tiers environ parvient à rester sur le territoire des États-Unis, les deux tiers restant sont appréhendés et renvoyés de l'autre côté de la frontière entre les États-Unis et le Mexique[réf. nécessaire]. Sur la même période, 35,2 millions d'immigrants ce qui représente 11,7 % de la population totale du pays, vivent aux États-Unis de manière légale ou illégale.
La Border Patrol est critiquée pour ses méthodes jugées cruelles. Les condamnations pour homicide demeurent néanmoins très rares, suscitant la colère de certaines associations de défense des droits de l'homme. En 2016, un rapport des autorités américaines souligne le risque de « corruption endémique » présent au sein de la force. Celle-ci est largement infiltrée par les cartels de drogue et des dizaines d'agents ont été retournés.
Sous la présidence de Barack Obama, entre 2009 et 2014, 2,5 millions de personnes ont été expulsés des États-Unis, plus que durant l'ensemble du XXe siècle, et le budget en 2016 consacré aux contrôles des frontières est à l'immigration est de 41,2 milliards de dollars dont plus de 19 milliards de dollars pour les services de polices ayant ce domaine de compétence soit plus de la moitié du budget des forces de police fédérales. S'il est favorable au renforcement des contrôles à la frontière mexicaine, Barack Obama défend une régularisation des immigrés clandestins déjà présents auxquels il envisage l'octroi du permis de conduire[réf. souhaitée]. Le 20 novembre 2014, dans une allocution télévisée de la Maison Blanche, le président Barack Obama annonce une «action différée» qui permettrait à environ 45 % des immigrants illégaux de rester aux États-Unis. Jusqu'à 3,7 millions d'individus de parents sans papiers, ou qui ont résidé légalement dans le pays depuis au moins cinq ans, sont éligibles au (Statut DACA).
Entre 2001 et 2017, les États-Unis ont dépensé plus de 100 milliards de dollars dans la militarisation de leur frontière avec le Mexique. Cette militarisation a créé un nouveau marché pour les cartels, parfois décrit aussi lucratif que le trafic de drogue. Tous les candidats à l'immigration doivent désormais payer les cartels, sous peine de s'exposer à un risque de mort. Certains migrants sont aussi contraints de transporter de la drogue comme droit de passage. De 2001 à 2017, le nombre de migrants morts en traversant de désert est estimé à plus de 6 000.
Plus de 100 000 enfants sont détenus aux États-Unis en 2019 en lien avec l'immigration selon l'ONU.

### Perspectives
De façon générale, il est possible de conclure que les politiques migratoires aux États-Unis depuis 1965 ont rarement atteint leurs objectifs ou ont eu des résultats mitigés. En reprenant les théories de Stephen Castles, nous pouvons expliquer cela par plusieurs constantes :
L'incapacité à analyser et à prévoir les conséquences à long terme de la migration : le migrant n'est pas un individu rationnel qui choisit le départ quand les politiques se durcissent, le processus migratoire s'inscrit dans le temps long (départ, mariage, éducation des enfants...) alors que les mandats électoraux ne durent que quelques années.
L'incapacité à trouver un consensus dans le gouvernement et dans les autres acteurs majeurs des politiques migratoires, par exemple lors du vote de l'Immigration Reform and Control Act of 1986 : le discours de l'administration était de sanctionner les employeurs ce qui n'a jamais été mis en place en raison du trop important lobby des producteurs agricoles du Sud-Ouest de ce pays..
L'inadéquation entre les objectifs et les outils des politiques publiques qui ne prennent pas le phénomène migratoire dans une dimension intégrale : la militarisation de la frontière avec le Mexique qui renforce les réseaux illégaux et ne réduit pas le flux de migrants principalement mus par la dépendance des pays de départ vis-à-vis des remises en est l'exemple flagrant.
Il est aussi possible de nous interroger sur l'avenir des politiques migratoires notamment durant le mandat de Barack Obama élu en 2009 qui a su drainer les voix à la fois des démocrates traditionnels et des citoyens américains issus de l'immigration notamment hispanique. Barack Obama a repris dans sa campagne la possibilité d'une régularisation des sans-papiers comme George W. Bush l'avait proposée dans son projet de Comprehensive Immigration Reform Act of 2007. Mc Cain avait pour sa part considéré que ce type d'amnistie était « trop facile » et qu'il valait mieux donner priorité à une sanction des employeurs de sans-papiers afin de réduire le flux de migrants économiques.

## Économie
Environ deux tiers des arrestations de personnes sans-papiers aux États-Unis se produisent au Texas  où se trouvent la plupart des centres de détention pour migrants des États-Unis. La première prison privée a été construite en 1983. Les deux principales sociétés, cotées en bourse, sont la CoreCivic (ex-Corrections Corporation of America) et le GEO Group. Le total du chiffre d'affaires de ces sociétés s'élève à quatre milliards de dollars en 2017.
Le soutien politique de ces groupes privés s'élève à dix millions de dollars (candidats) et 25 millions (lobbying).
Cette industrie milite pour que les peines soient plus sévères et plus longues, de manière à améliorer le taux de remplissage de leurs lits.
Le fonctionnement des centres de détention permet également l'activité économique d'avocats spécialisés dans l'immigration et des sociétés de crédit de paiement de cautions.
Le cout de la caution est de l'ordre de 10 000 à 15 000 dollars, le plus souvent.

## Par pays
Ci-dessous figurent les dix principaux pays d'origine des immigrés légaux (Lawful Permanent Residents) aux États-Unis depuis 1995. Les pourcentages correspondent à la part de chaque pays dans le nombre total d'immigrés légaux pour une année donnée.

### 1995-2004
| Rang                      | 1995                      | 1995                      | 1996                      | 1996                      | 1997                      | 1997                      | 1998                      | 1998                      | 1999                      | 1999                      |
| 1                         | Mexique                   | 12,5 %                    | Mexique                   | 17,9 %                    | Mexique                   | 18,4 %                    | Mexique                   | 20,1 %                    | Mexique                   | 22,8 %                    |
| 2                         | Philippines               | 7,1 %                     | Philippines               | 6,1 %                     | Philippines               | 6,2 %                     | Chine                     | 5,6 %                     | Chine                     | 5,0 %                     |
| 3                         | Vietnam                   | 5,8 %                     | Inde                      | 4,9 %                     | Chine                     | 5,2 %                     | Inde                      | 5,6 %                     | Philippines               | 4,8 %                     |
| 4                         | Rép. dominicaine          | 5,3 %                     | Vietnam                   | 4,6 %                     | Vietnam                   | 4,8 %                     | Philippines               | 5,3 %                     | Inde                      | 4,7 %                     |
| 5                         | Chine                     | 4,9 %                     | Chine                     | 4,6 %                     | Inde                      | 4,8 %                     | Rép. dominicaine          | 3,1 %                     | Vietnam                   | 3,2 %                     |
| 6                         | Inde                      | 4,8 %                     | Rép. dominicaine          | 4,3 %                     | Cuba                      | 4,2 %                     | Vietnam                   | 2,7 %                     | Rép. dominicaine          | 2,6 %                     |
| 7                         | Cuba                      | 2,5 %                     | Cuba                      | 2,9 %                     | Rép. dominicaine          | 3,4 %                     | Cuba                      | 2,7 %                     | Haïti                     | 2,6 %                     |
| 8                         | Ukraine                   | 2,4 %                     | Ukraine                   | 2,3 %                     | Salvador                  | 2,3 %                     | Jamaïque                  | 2,3 %                     | Jamaïque                  | 2,3 %                     |
| 9                         | Jamaïque                  | 2,3 %                     | Russie                    | 2,1 %                     | Jamaïque                  | 2,2 %                     | Salvador                  | 2,2 %                     | Salvador                  | 2,3 %                     |
| 10                        | Corée du Sud              | 2,2 %                     | Jamaïque                  | 2,1 %                     | Russie                    | 2,1 %                     | Corée du Sud              | 2,2 %                     | Cuba                      | 2,2 %                     |
| Nombre total d'immigrés : | Nombre total d'immigrés : | Nombre total d'immigrés : | Nombre total d'immigrés : | Nombre total d'immigrés : | Nombre total d'immigrés : | Nombre total d'immigrés : | Nombre total d'immigrés : | Nombre total d'immigrés : | Nombre total d'immigrés : | Nombre total d'immigrés : |
| 720 177                   | 720 177                   | 720 177                   | 915 560                   | 915 560                   | 797 847                   | 797 847                   | 653 206                   | 653 206                   | 644 787                   | 644 787                   |

| Rang                      | 2000                      | 2000                      | 2001                      | 2001                      | 2002                      | 2002                      | 2003                      | 2003                      | 2004                      | 2004                      |
| 1                         | Mexique                   | 20,5 %                    | Mexique                   | 19,4 %                    | Mexique                   | 20,6 %                    | Mexique                   | 16,4 %                    | Mexique                   | 18,3 %                    |
| 2                         | Chine                     | 5,4 %                     | Inde                      | 6,6 %                     | Inde                      | 6,7 %                     | Inde                      | 7,1 %                     | Inde                      | 7,3 %                     |
| 3                         | Philippines               | 5,0 %                     | Chine                     | 5,3 %                     | Chine                     | 5,8 %                     | Philippines               | 6,4 %                     | Philippines               | 6,0 %                     |
| 4                         | Inde                      | 4,9 %                     | Philippines               | 5,0 %                     | Philippines               | 4,8 %                     | Chine                     | 5,8 %                     | Chine                     | 5,8 %                     |
| 5                         | Vietnam                   | 3,1 %                     | Vietnam                   | 3,3 %                     | Vietnam                   | 3,2 %                     | Salvador                  | 4,0 %                     | Vietnam                   | 3,3 %                     |
| 6                         | Nicaragua                 | 2,8 %                     | Salvador                  | 2,9 %                     | Salvador                  | 2,9 %                     | Rép. dominicaine          | 3,7 %                     | Rép. dominicaine          | 3,2 %                     |
| 7                         | Salvador                  | 2,7 %                     | Cuba                      | 2,6 %                     | Cuba                      | 2,7 %                     | Vietnam                   | 3,1 %                     | Salvador                  | 3,1 %                     |
| 8                         | Haïti                     | 2,6 %                     | Haïti                     | 2,5 %                     | Bosnie-Herzégovine        | 2,4 %                     | Colombie                  | 2,1 %                     | Cuba                      | 2,1 %                     |
| 9                         | Cuba                      | 2,5 %                     | Bosnie-Herzégovine        | 2,2 %                     | Rép. dominicaine          | 2,1 %                     | Guatemala                 | 2,0 %                     | Corée du Sud              | 2,1 %                     |
| 10                        | Rép. dominicaine          | 2,1 %                     | Canada                    | 2,1 %                     | Ukraine                   | 2,0 %                     | Russie                    | 2,0 %                     | Guatemala                 | 2,0 %                     |
| Nombre total d'immigrés : | Nombre total d'immigrés : | Nombre total d'immigrés : | Nombre total d'immigrés : | Nombre total d'immigrés : | Nombre total d'immigrés : | Nombre total d'immigrés : | Nombre total d'immigrés : | Nombre total d'immigrés : | Nombre total d'immigrés : | Nombre total d'immigrés : |
| 841 002                   | 841 002                   | 841 002                   | 1 058 902                 | 1 058 902                 | 1 059 356                 | 1 059 356                 | 703 542                   | 703 542                   | 957 883                   | 957 883                   |

### 2005-2014
| Rang                      | 2005                      | 2005                      | 2006                      | 2006                      | 2007                      | 2007                      | 2008                      | 2008                      | 2009                      | 2009                      |
| 1                         | Mexique                   | 14,4 %                    | Mexique                   | 13,7 %                    | Mexique                   | 14,1 %                    | Mexique                   | 17,2 %                    | Mexique                   | 14,6 %                    |
| 2                         | Inde                      | 7,5 %                     | Chine                     | 6,9 %                     | Chine                     | 7,3 %                     | Chine                     | 7,3 %                     | Chine                     | 5,7 %                     |
| 3                         | Chine                     | 6,2 %                     | Philippines               | 5,9 %                     | Philippines               | 6,9 %                     | Inde                      | 5,7 %                     | Philippines               | 5,3 %                     |
| 4                         | Philippines               | 5,4 %                     | Inde                      | 4,8 %                     | Inde                      | 6,2 %                     | Philippines               | 4,9 %                     | Inde                      | 5,1 %                     |
| 5                         | Cuba                      | 3,2 %                     | Cuba                      | 3,6 %                     | Colombie                  | 3,2 %                     | Cuba                      | 4,5 %                     | Rép. dominicaine          | 4,4 %                     |
| 6                         | Vietnam                   | 2,9 %                     | Colombie                  | 3,4 %                     | Haïti                     | 2,9 %                     | Rép. dominicaine          | 2,9 %                     | Cuba                      | 3,4 %                     |
| 7                         | Rép. dominicaine          | 2,5 %                     | Rép. dominicaine          | 3,0 %                     | Cuba                      | 2,8 %                     | Vietnam                   | 2,8 %                     | Vietnam                   | 2,6 %                     |
| 8                         | Corée du Sud              | 2,4 %                     | Salvador                  | 2,5 %                     | Vietnam                   | 2,7 %                     | Colombie                  | 2,7 %                     | Colombie                  | 2,5 %                     |
| 9                         | Colombie                  | 2,3 %                     | Vietnam                   | 2,4 %                     | Rép. dominicaine          | 2,7 %                     | Corée du Sud              | 2,4 %                     | Corée du Sud              | 2,3 %                     |
| 10                        | Ukraine                   | 2,0 %                     | Jamaïque                  | 2,0 %                     | Corée du Sud              | 2,1 %                     | Haïti                     | 2,3 %                     | Haïti                     | 2,1 %                     |
| Nombre total d'immigrés : | Nombre total d'immigrés : | Nombre total d'immigrés : | Nombre total d'immigrés : | Nombre total d'immigrés : | Nombre total d'immigrés : | Nombre total d'immigrés : | Nombre total d'immigrés : | Nombre total d'immigrés : | Nombre total d'immigrés : | Nombre total d'immigrés : |
| 1 122 257                 | 1 122 257                 | 1 122 257                 | 1 266 129                 | 1 266 129                 | 1 052 415                 | 1 052 415                 | 1 107 126                 | 1 107 126                 | 1 130 818                 | 1 130 818                 |

| Rang                      | 2010                      | 2010                      | 2011                      | 2011                      | 2012                      | 2012                      | 2013                      | 2013                      | 2014                      | 2014                      |
| 1                         | Mexique                   | 13,3 %                    | Mexique                   | 13,5 %                    | Mexique                   | 14,2 %                    | Mexique                   | 13,6 %                    | Mexique                   | 13,2 %                    |
| 2                         | Chine                     | 6,8 %                     | Chine                     | 8,2 %                     | Chine                     | 7,9 %                     | Chine                     | 7,2 %                     | Inde                      | 7,7 %                     |
| 3                         | Inde                      | 6,6 %                     | Inde                      | 6,5 %                     | Inde                      | 6,4 %                     | Inde                      | 6,9 %                     | Chine                     | 7,5 %                     |
| 4                         | Philippines               | 5,6 %                     | Philippines               | 5,4 %                     | Philippines               | 5,6 %                     | Philippines               | 5,5 %                     | Philippines               | 4,9 %                     |
| 5                         | Rép. dominicaine          | 5,2 %                     | Rép. dominicaine          | 4,3 %                     | Rép. dominicaine          | 4,0 %                     | Rép. dominicaine          | 4,2 %                     | Cuba                      | 4,6 %                     |
| 6                         | Cuba                      | 3,2 %                     | Cuba                      | 3,4 %                     | Cuba                      | 3,2 %                     | Cuba                      | 3,3 %                     | Rép. dominicaine          | 4,4 %                     |
| 7                         | Vietnam                   | 2,9 %                     | Vietnam                   | 3,2 %                     | Vietnam                   | 2,7 %                     | Vietnam                   | 2,7 %                     | Vietnam                   | 3,0 %                     |
| 8                         | Haïti                     | 2,2 %                     | Corée du Sud              | 2,1 %                     | Haïti                     | 2,2 %                     | Corée du Sud              | 2,3 %                     | Corée du Sud              | 2,0 %                     |
| 9                         | Colombie                  | 2,1 %                     | Colombie                  | 2,1 %                     | Colombie                  | 2,0 %                     | Colombie                  | 2,1 %                     | Salvador                  | 1,9 %                     |
| 10                        | Corée du Sud              | 2,1 %                     | Haïti                     | 2,1 %                     | Corée du Sud              | 2,0 %                     | Haïti                     | 2,1 %                     | Irak                      | 1,9 %                     |
| Nombre total d'immigrés : | Nombre total d'immigrés : | Nombre total d'immigrés : | Nombre total d'immigrés : | Nombre total d'immigrés : | Nombre total d'immigrés : | Nombre total d'immigrés : | Nombre total d'immigrés : | Nombre total d'immigrés : | Nombre total d'immigrés : | Nombre total d'immigrés : |
| 1 042 625                 | 1 042 625                 | 1 042 625                 | 1 062 040                 | 1 062 040                 | 1 031 631                 | 1 031 631                 | 990 553                   | 990 553                   | 1 016 518                 | 1 016 518                 |

### 2015-
| Rang                      | 2015                      | 2015                      | 2016                      | 2016                      | 2017                      | 2017                      | 2018                      | 2018                      | 2019                      | 2019                      |
| 1                         | Mexique                   | 15,1 %                    | Mexique                   | 14,7 %                    | Mexique                   | 15,1 %                    | Mexique                   | 14,8 %                    | Mexique                   | 15,1 %                    |
| 2                         | Chine                     | 7,1 %                     | Chine                     | 6,9 %                     | Chine                     | 6,3 %                     | Cuba                      | 7,0 %                     | Chine                     | 6,0 %                     |
| 3                         | Inde                      | 6,1 %                     | Cuba                      | 5,6 %                     | Cuba                      | 5,8 %                     | Chine                     | 5,9 %                     | Inde                      | 5,3 %                     |
| 4                         | Philippines               | 5,4 %                     | Inde                      | 5,5 %                     | Inde                      | 5,4 %                     | Inde                      | 5,5 %                     | Rép. dominicaine          | 4,8 %                     |
| 5                         | Cuba                      | 5,2 %                     | Rép. dominicaine          | 5,2 %                     | Rép. dominicaine          | 5,2 %                     | Rép. dominicaine          | 5,2 %                     | Philippines               | 4,5 %                     |
| 6                         | Rép. dominicaine          | 4,8 %                     | Philippines               | 4,5 %                     | Philippines               | 4,4 %                     | Philippines               | 4,3 %                     | Cuba                      | 4,0 %                     |
| 7                         | Vietnam                   | 2,9 %                     | Vietnam                   | 3,5 %                     | Vietnam                   | 3,4 %                     | Vietnam                   | 3,1 %                     | Vietnam                   | 3,8 %                     |
| 8                         | Irak                      | 2,0 %                     | Haïti                     | 2,0 %                     | Salvador                  | 2,2 %                     | Salvador                  | 2,6 %                     | Salvador                  | 2,7 %                     |
| 9                         | Salvador                  | 1,9 %                     | Salvador                  | 2,0 %                     | Jamaïque                  | 1,9 %                     | Haïti                     | 1,9 %                     | Jamaïque                  | 2,1 %                     |
| 10                        | Pakistan                  | 1,7 %                     | Jamaïque                  | 2,0 %                     | Haïti                     | 1,9 %                     | Jamaïque                  | 1,9 %                     | Colombie                  | 1,9 %                     |
| Nombre total d'immigrés : | Nombre total d'immigrés : | Nombre total d'immigrés : | Nombre total d'immigrés : | Nombre total d'immigrés : | Nombre total d'immigrés : | Nombre total d'immigrés : | Nombre total d'immigrés : | Nombre total d'immigrés : | Nombre total d'immigrés : | Nombre total d'immigrés : |
| 1 051 031                 | 1 051 031                 | 1 051 031                 | 1 183 505                 | 1 183 505                 | 1 127 167                 | 1 127 167                 | 1 096 611                 | 1 096 611                 | 1 031 765                 | 1 031 765                 |

| Rang                      | 2020                      | 2020                      | 2021                      | 2021                      | 2022                      | 2022                      | 2023                      | 2023                      |
| 1                         | Mexique                   | 14,2 %                    | Mexique                   | 14,5 %                    | Mexique                   | 13,6 %                    | Mexique                   | 15,4 %                    |
| 2                         | Inde                      | 6,6 %                     | Inde                      | 12,6 %                    | Inde                      | 12,5 %                    | Cuba                      | 7,0 %                     |
| 3                         | Chine                     | 5,9 %                     | Chine                     | 6,7 %                     | Chine                     | 6,7 %                     | Inde                      | 6,7 %                     |
| 4                         | Rép. dominicaine          | 4,2 %                     | Philippines               | 3,7 %                     | Rép. dominicaine          | 3,9 %                     | Rép. dominicaine          | 5,9 %                     |
| 5                         | Vietnam                   | 4,2 %                     | Rép. dominicaine          | 3,3 %                     | Cuba                      | 3,6 %                     | Chine                     | 5,1 %                     |
| 6                         | Philippines               | 3,6 %                     | Cuba                      | 3,1 %                     | Philippines               | 3,5 %                     | Philippines               | 4,2 %                     |
| 7                         | Salvador                  | 2,5 %                     | Salvador                  | 2,5 %                     | Salvador                  | 3,0 %                     | Vietnam                   | 3,1 %                     |
| 8                         | Brésil                    | 2,4 %                     | Brésil                    | 2,5 %                     | Vietnam                   | 2,4 %                     | Afghanistan               | 2,6 %                     |
| 9                         | Cuba                      | 2,3 %                     | Vietnam                   | 2,2 %                     | Brésil                    | 2,4 %                     | Brésil                    | 2,5 %                     |
| 10                        | Corée du Sud              | 2,3 %                     | Colombie                  | 2,1 %                     | Colombie                  | 2,1 %                     | Salvador                  | 2,2 %                     |
| Nombre total d'immigrés : | Nombre total d'immigrés : | Nombre total d'immigrés : | Nombre total d'immigrés : | Nombre total d'immigrés : | Nombre total d'immigrés : | Nombre total d'immigrés : | Nombre total d'immigrés : | Nombre total d'immigrés : |
| 707 362                   | 707 362                   | 707 362                   | 740 002                   | 740 002                   | 1 018 349                 | 1 018 349                 | 1 172 910                 | 1 172 910                 |

Le Mexique, la Chine, l'Inde, les Philippines et le Viêt Nam sont les seuls pays à figurer systématiquement dans le top 10 depuis 1995.
Le nombre total des immigrés légaux au cours de l'année 2014 est de 1 016 518. En comptant l'immigration légale et illégale, 50 % des immigrés annuels proviennent d'Amérique latine.

## Villes les plus cosmopolites
Ci-dessous est une liste des 10 villes américaines ayant le pourcentage le plus élevé d'immigrés (c'est-à-dire de personnes nées en dehors des États-Unis) :
1. Miami : 36,92 %
2. San José : 36,31 %
3. Los Angeles : 34,28 %
4. San Francisco : 29,50 %
5. New York : 28,10 %
6. San Diego : 22,64 %
7. Riverside : 22,04 %
8. Las Vegas, 21,81 %
9. Houston : 21,39 %
10. Washington : 20,23 %

Note : seules les grandes villes sont prises en compte. Chiffres valables pour 2010.

## Généralités
Entre 1820 et 1967, 43 millions d'immigrants se sont établis aux États-Unis : 9,4 millions d'Irlandais, 6,8 millions d'Allemands, 5 millions d'Italiens, 4,2 millions d'Austro-Hongrois, 3,3 millions de Russes, 400 000 Mexicains, 120 000 Asiatiques (principalement chinois). De 1905 à 1914, les immigrants sont arrivés aux États-Unis principalement par bateau, à une moyenne d'un million par an. Depuis 1992, la moyenne annuelle est la même, mais les immigrants arrivent maintenant par voie terrestre, maritime et aérienne.
Si les chiffres sont aussi élevés au début qu'à la fin du siècle, leur impact sur la composition de la population est très différent car le pays est aujourd'hui beaucoup plus peuplé. Les Américains nés à l'étranger représentaient près de 15 % de la population totale au début des années 1900 contre environ 8 % aujourd'hui, d'après Martin et Midgley, et d'après un article de Carol De Vita publié en 1996 dans Population Bulletin, intitulé The United States at Mid-Decade (Les États-Unis au milieu de la décennie).
La différence la plus évidente entre les immigrants d'hier et ceux d'aujourd'hui est leur pays d'origine. Dans les années 1900, la plupart venaient d'Italie, d'Autriche-Hongrie, d'Irlande, de Russie, du Canada et d'Angleterre. Ils étaient si nombreux à venir d'Europe par bateau, que les autorités n'ont commencé à compter ceux qui entraient aux États-Unis en provenance du Mexique et du Canada qu'en 1908. Le Mexique est devenu une source importante d'immigration dans les années 1920. C'est lui qui fournit aujourd'hui le plus grand nombre d'immigrants aux États-Unis, suivi par les Philippines, la Chine et l'Inde.
Depuis 1989, date de l'adoption du traité de l'ALENA avec le Canada et le Mexique, les États-Unis ont renforcé leur frontière avec le Mexique. 1 132 km de tronçons de mur, de surveillance électronique et de barrières anti-véhicules ferment la « linea », qui s'étend sur 3 140 kilomètres. À Tijuana, la clôture se dresse même dans l'océan.
Selon le gouvernement américain[réf. nécessaire], le renforcement des contrôles est dissuasif. Le nombre d'interpellés aurait baissé de 24 % entre octobre 2006 et juin 2007 par rapport à la même période un an auparavant. Cependant, de nombreux rapports montrent que le renforcement de ces contrôles poussent les migrants à emprunter des passages moins surveillés et plus dangereux comme le désert de l'Arizona. Depuis la construction des nouveaux dispositifs de contrôle le long de la frontière sud des États-Unis, le nombre de migrants morts en tentant de traverser cette frontière s'élèverait à plus d'un millier par an.[réf. nécessaire]